# Gorenja Lepa vas
Gorenja Lepa vas – wieś w Słowenii, w gminie Krško. W 2018 roku liczyła 43 mieszkańców.